# Запис храст у Парлозима (Доња Трешњевица)
Запис храст у Парлозима (Доња Трешњевица) се налази на парцели чији је власник Јавно предузеће "Србијашуме".

## Локација
| Општина             | Топола                                                                      |
| Катастарска општина | Доња Трешњевица                                                             |
| Потес               | Парлози                                                                     |
| Координате          | 44° 12′ 45″ С; 20° 34′ 20″ И / 44.212400000000002° С; 20.572299999999998° И |
| Надморска висина    | m                                                                           |

## Карактеристике
Дендрометријске вредности утврђене на терену и сателитским снимцима:
| Стабло                     | Храст |
| Висина стабла              | m     |
| Обим дебла                 | m     |
| Пречник крошње             | 23m   |
| Пречник дебла              | m     |
| Висина дебла до прве гране | m     |

## База записа
Запис је у оквиру Викимедија пројекта "Запис - Свето дрво" заведен под редним бројем 0549.